# Diplectronella sinuata
Diplectronella sinuata är en nattsländeart som först beskrevs av G. Marlier 1943.  Diplectronella sinuata ingår i släktet Diplectronella och familjen ryssjenattsländor. Inga underarter finns listade i Catalogue of Life.